# Авіаційний спорт
Авіаційний спорт — вид спортивної діяльності, що поєднує все розмаїття технічних видів спорту, що відрізняються типом (видом) застосовуваного літального апарата, а також порядком використання повітряного простору в межах атмосфери Землі.

## Визнані та регульовані види авіаційного спорту

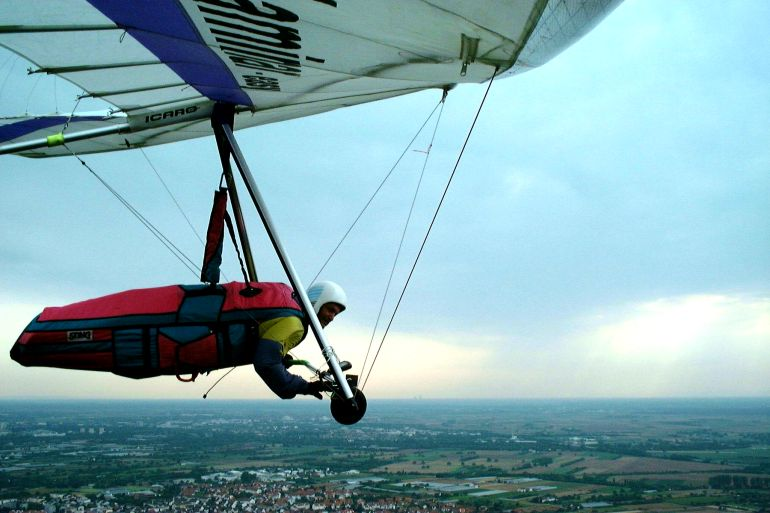
Дельтапланеризм

Багато видів авіаційного спорту регулюються на міжнародному рівні Fédération Aeronautique Internationale (FAI), що базується в Швейцарії, і на національному рівні такими аероклубами, як Національна авіаційна асоціація (NAA) і Королівський аероклуб (RAeC). FAI має окремі комісії для кожних видів авіаційного спорту. Наприклад, комісією з польотів на повітряних кулях є Commission Internationale de l'Aérostation (CIA).
Види авіаційного спорту та їх відповідні комісії:

### Моторизовані
- Аеробатика (CIVA)
- Авіомоделювання (CIAM)
- Авіаційні гонки[en] (GAC)
- Гонки безпілотників (CIAM)
- Флайбординг
- Мотодельтапланеризм (CIMA)
- Мотопарапланеризм[en] (CIMA)
- Авіаційне ралі (GAC)
- Гвинтокрилий літальний апарат (CIG)
- Надлегка авіація[en][a] (CIMA)

### Вітер/планеризм
- Балунінг (CIA)
  - Кластерний політ на повітряній кулі[en]
  - Політ на повітряній кулі-хопер[en]
- Пілотування куполів (ISC)
- Планерування[b] (IGC[en])
- Дельтапланеризм[9] (CIVL)
- Політ на мускулоліті (CIACA)
- Кайтбординг/кайтсерфінг
- Кайтинг
  - Боротьба повітряних зміїв[en]
- Парапланеризм (CIVL)

### Сила тяжіння
- Бейс-джампінг
  - Кліфф-дайвінг
- Політ тіла[en]
- Банджі стрибки
- Хайдайвінг[en]
- Парашутизм/скайдайвинг (ISC[en])
  - Банзай-парашутизм[en]
  - Скайсерфінг
- Трапеція[en]
- Політ в костюмі-крилі (ISC)

### Інші види діяльності
Інша авіаційна діяльність, яка не регулюється правилами FAI:
- Rocket Racing League[en] (спроба створення нового авіаційного спорту[10])

## Нотатки
1. ↑  "Ultralight aircraft provide a new form of air sport and of leisure activity open to all."[7]
2. ↑  "Sailplane soaring is both a safe and widely accessible new air sport."[8]